# Marta z Armagnacu
Marta z Armagnacu (francouzsky Marthe ou Matha d'Armagnac, katalánsky Mata d'Armanyac; po 18. únoru 1347, Armagnac – 13. července 1378, Zaragoza) byla vévodkyní z Girony a hraběnkou z Cervery, manželkou aragonského následníka trůnu Jana.

## Život
Jednání o svatbě aragonského infanta s dcerou Jana z Armagnacu, jež byl vazalem francouzského krále, započala v létě 1372 a cíle bylo dosaženo o rok později, kdy byla v březnu podepsána svatební smlouva. Marta dostala obrovské věno a sňatek se uskutečnil 24. června 1373 v Barceloně. Během pět let trvajícího manželství dala život pěti dětem, z nichž se dospělosti dožila pouze dcera Johana, a zemřela krátce po porodu nejmladší dcery Eleonory.
Byla pohřbena ve františkánském klášteře a roku 1381 byly její ostatky přeneseny na manželovo přání do královského pohřebiště v klášteře Poblet. Martin náhrobek byl roku 1835 zničen společně s ostatními a ve 20. století byl rekonstruován Fredericem Marèsem.